# ウィルソン (ノースカロライナ州)
ウイルソン（Wilson）は、アメリカ合衆国ノースカロライナ州の都市。ウイルソン郡の郡庁所在地である。人口は4万7851人（2020年）。州都ローリーの東60キロメートルに位置している。

## 歴史
1839年に開業した鉄道駅の周りに街が形成された。1849年に法人化し「ウィルソン市」が誕生した。
1902年設立のバートン・カレッジが立地する学園都市である。他にブリヂストンのタイヤ工場がある。

## 交通
ウィルソン駅にはアムトラックの旅客列車が停車する。